# Abbeville (Georgia)
Abbeville es un pueblo ubicado en el condado de Wilcox en el estado estadounidense de Georgia. En el censo de 2000, su población era de 2.298.

## Demografía
En el 2000 la renta per cápita promedia del hogar era de $21,193, y el ingreso promedio para una familia era de $23,750. El ingreso per cápita para la localidad era de $10,029. Los hombres tenían un ingreso per cápita de $27,183 contra $19,107 para las mujeres.

## Geografía
Abbeville se encuentra ubicado en las coordenadas 31°59′30″N 83°18′27″O / 31.99167, -83.30750 (31.991549, -83.307551).
Según la Oficina del Censo, la localidad tiene un área total de 7,9 km² (3,1 mi²), de la cual 7,9 km² (3,1 mi²) es tierra y 0 km² (0 mi²) (0.00%) es agua.